# Playlist: The Very Best of Jessica Simpson
Albums de Jessica Simpson
Do You Know
(2008) Happy Christmas
(2010)
Playlist : The Very Best of Jessica Simpson est la première compilation de la chanteuse américaine Jessica Simpson, sortie le 12 octobre 2010. Le disque est basé sur la commémoration des dix premières années de la carrière de la chanteuse, depuis la sortie de son premier opus "Sweet Kisses", paru en 1999 jusqu'à "Do You Know", sortit en 2008. L'album, sort donc la plupart du temps en format numérique via le magasin en ligne Amazon.com. L'album, vendu à bas prix, s'écoule à plus de 122 000 exemplaires et cela explique pourquoi, il ne fut pas répertorier dès ses débuts à la liste du magazine Billboard.
La compilation ne génère pas de titres inédits, ni même tous les singles de la carrière de Jessica, y excluant les singles Where You Are en duo avec Nick Lachey, When You Told Me You Loved Me, Sweetest Sin et Pray Out Loud. À noter qu'il n'existe pas de formats DVD de cette compilation, comprenant tous les clips de l'interprète.

## Historique
À la suite de l'album de musique country, intitulé Do You Know, paru en 2008, Jessica envisage ensuite d'enregistrer un autre album qui annulerait son contrat avec Epic Records. Mais à la place, est publié le 12 octobre 2010, une compilation  intitulée "Playlist : The Very Best of Jessica Simpson".

## Performance commerciale
L'album, vendu à bas prix, s'écoule à plus de 122 000 exemplaires et cela explique pourquoi, il ne fut pas répertorier dès ses débuts à la liste du magazine Billboard.

## Liste des titres et formats
| No  | Titre                                                                            | Producteur(s)                   | Durée |
| --- | -------------------------------------------------------------------------------- | ------------------------------- | ----- |
| 1.  | I Think I'M In Love With You                                                     | Cory Rooney, Dan Shea           | 3:18  |
| 2.  | I Wanna Love You Forever                                                         | Louis Biancaniello, Sam Watters | 4:20  |
| 3.  | Irresistible                                                                     | Anders Bagge, Arnthor Birgisson | 3:13  |
| 4.  | Angels                                                                           | billymann                       | 4:05  |
| 5.  | A Little Bit                                                                     | Steve Morales, Ric Wake         | 3:47  |
| 6.  | With You                                                                         | Billy Mann, Andy Marvel         | 3:12  |
| 7.  | Take My Breath Away                                                              | Billy Mann                      | 3:15  |
| 8.  | I Belong To Me                                                                   | Stargate                        | 3:40  |
| 9.  | You Spin Me 'Round (Like A Record)                                               | Stock Aitken Waterman           | 3:37  |
| 10. | A Public Affair                                                                  | Lester Mendez                   | 3:21  |
| 11. | These Boots Are Made for Walkin' (bande originale du film Shérif, fais-moi peur) | Jimmy Jam et Terry Lewis        | 3:58  |
| 12. | Remember That                                                                    | Brett James, John Shanks        | 3:44  |
| 13. | Come on Over                                                                     | Brett James, John Shanks        | 2:54  |
| 14. | Do You Know (featuring Dolly Parton)                                             |                                 | 5:04  |

| 15. | When You Told Me You Loved Me |  |
| 16. | Sweetest Sin                  |  |

## Date de sortie
| Pays        | Date            | Label                    |
| ----------- | --------------- | ------------------------ |
| U.S.A       | 12 octobre 2010 | Epic Records - Legacy    |
| Royaume-Uni | 25 octobre 2010 | Sony Music Entertainment |